# Semion Moguilévitx
Semion Iúdkovitx Moguilévitx (ucrainès: Семе́н Ю́дкович Могиле́вич) és un jueu ucraïnès conegut per haver estat un destacat membre de la Màfia russa, Molts cops descrit per les agències occidentals com a cap de caps del crim organitzat post-soviètic, des de finals de la dècada del 1990 va formar part de llista de criminals més buscats del FBI. Se l'ha relacionat amb als clans Sólntsevskaia i Solomonskaia, i ha estat acusat de participar en delictes de tràfic d'armes, narcotràfic, blanqueig de capitals o tràfic de persones.
A mitjans dels anys 80, Moguilévitx s'hauria enriquit estafant molts jueus que emigràven de l'URSS cap a Israel i els Estats Units,. En disposar de passaports hongarès i israelià, va tenir facilitat per a que les seves activitats delictives anéssin més enllà de les fronteres russes. Se'l relacionà amb el comerç il·lícit d'antiguitats i obres d'art religioses provinents d'esglésies i sinagogues dels territoris de l'antiga URSS. Els anys 90 s'hauria establert als afores de Budapest, des d'on hauria dirigit una xarxa de prostitució i contraban. Controlava una xarxa de clubs nocturs a Hongria, Praga, Riga i Kíev, i va poder comprar legalment empreses hongareses de la indústria de l'armament com Magnex 2000, Digep General Machine Works o Army Co-op. Se'l va acusar d'utilitzar els bancs russos Inkombank i Menatep per a les seves xarxes de blanqueig de capital, com la que amb empreses offshore hauria blanquejat més de 100 milions de dòlars a través del banc americà BNY Mellon. La manipulació dels comptes de l'empresa YBM Magnex' van permetre a Moguilévitx i els seus socis estafar els accionistes d'aquesta companyia, que va arribar a capitalitzar un bilió de dòlars a la Borsa de Toronto.
Arràn de la guerra del gas, va ser acusat per Iúlia Timoixenko d'estar al darrere de RosUkrEnergo, una empresa que feia d'intermediària en el comerç de gas entre Rússia i Ucraïna.